# الیتنا
الیتنا (به لاتین: Alitena) یک منطقهٔ مسکونی در اتیوپی است که در استان تیگرای واقع شده‌است.

## خصوصیات
الیتنا ۴٬۹۰۵ نفر جمعیت دارد و ۱٬۸۵۰ متر بالاتر از سطح دریا واقع شده‌است.